# Sceaux-sur-Huisne
Sceaux-sur-Huisne é uma comuna francesa na região administrativa do País do Loire, no departamento de Sarthe. Estende-se por uma área de 11.7 km². Em 2010 a comuna tinha 581 habitantes (densidade: 49,7 hab./km²).